# پوکروفکا (آستراخان)
پوکروفکا (به لاتین: Pokrovka) یک منطقهٔ مسکونی در روسیه است که در استان آستراخان واقع شده‌است.